# Ibrahim Šehić
Ibrahim Šehić, né le 2 septembre 1988 à Rogatica en Yougoslavie (aujourd'hui en Bosnie-Herzégovine), est un footballeur international bosnien, qui évolue au poste de gardien de but au Khaleej FC.

## Biographie

### Carrière de joueur
Ibrahim Šehić dispute 10 matchs en Ligue des champions et 10 matchs en Ligue Europa.

### Carrière internationale
Ibrahim Šehić compte trois sélections avec l'équipe de Bosnie-Herzégovine depuis 2010. 
Il est convoqué pour la première fois par le sélectionneur national Safet Sušić pour un match amical contre la Slovaquie le 17 novembre 2010 (victoire 3-2).

## Palmarès
- Avec le Željezničar Sarajevo
  - Champion de Bosnie-Herzégovine en 2010
  - Vainqueur de la Coupe de Bosnie-Herzégovine en 2011

- Avec le Qarabağ Ağdam
  - Champion d'Azerbaïdjan en 2014, 2015, 2016, 2017 et 2018
  - Vainqueur de la Coupe d'Azerbaïdjan en 2015, 2016 et 2017